# National Stock Exchange of India

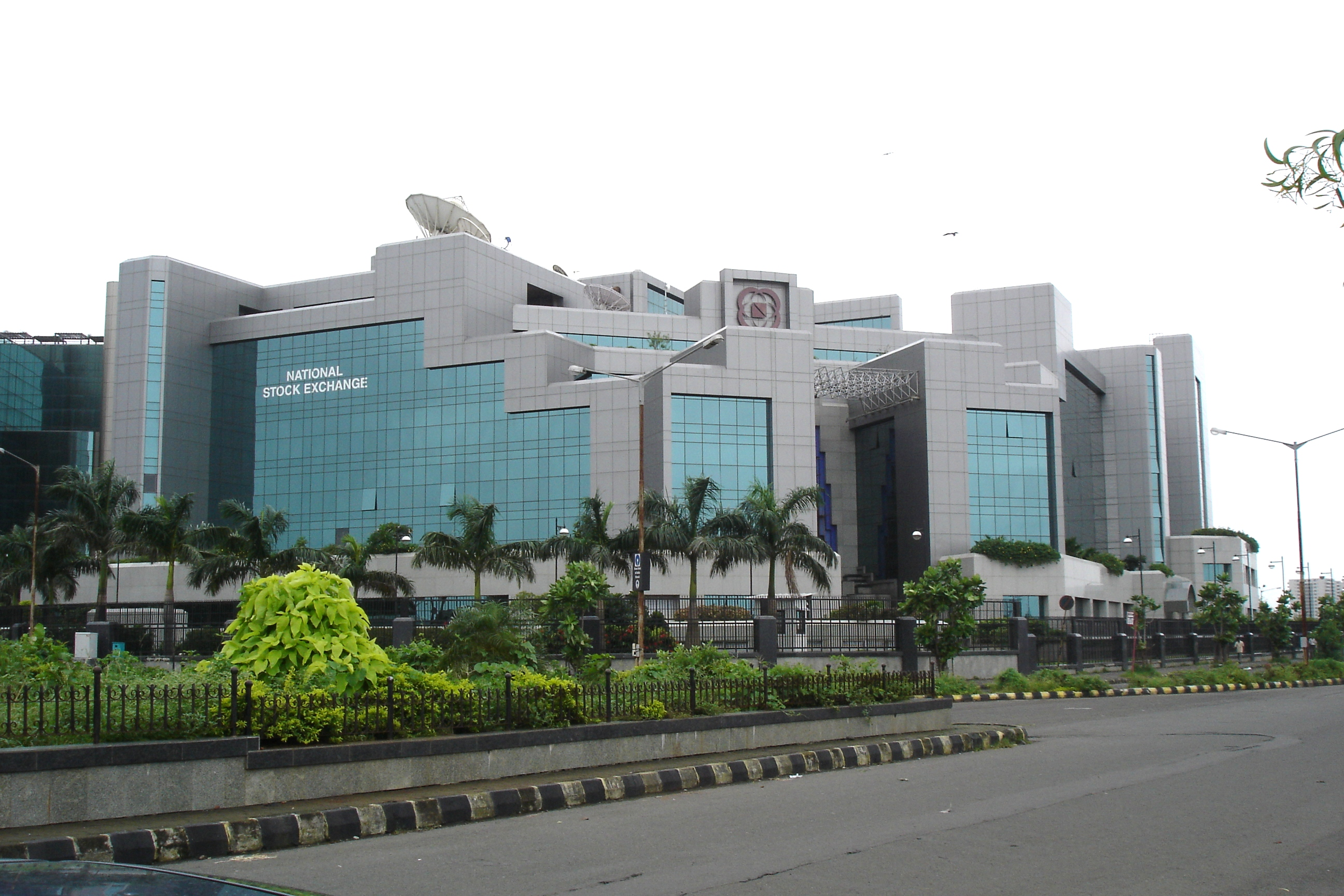
National Stock Exchange of India

National Stock Exchange of India (w skrócie NSE) – jedna z największych giełd papierów wartościowych w Indiach. Jej siedziba znajduje się w Mumbaju. Obok Bombay Stock Exchange jedna z dwóch giełd ogólnokrajowych w Indiach.
Jako giełda papierów wartościowych działa od kwietnia 1993.
Obecnie (wrzesień 2006) na NSE notowane są akcje około 1000 spółek. Najważniejszymi indeksami akcji notowanych na NSE są S&P CNX Nifty i CNX Nifty Junior.
Giełda należy do stowarzyszenia AOSEF (Asian and Oceanian Stock Exchanges Federation).